# María Pía Fernández
María Pía Fernández Moreira (* 1. April 1995 in Trinidad) ist eine uruguayische Leichtathletin, die im Mittelstreckenlauf antritt.

## Sportliche Laufbahn
Die 1,70 Meter große María Pía Fernández besucht die Escuela Universitaria de Tecnología Médica, Medicina in Montevideo. Nach eigenen Angaben begann sie im Alter von 13 Jahren auf Initiative ihres Sportlehrers am Gymnasium (Liceo) mit der Leichtathletik. Seither ist (Stand: 2. März 2015) Sebastián Allende ihr Trainer. Bereits vier Monate nach Aufnahme des regelmäßigen Trainings gewann sie bei den uruguayischen Schülermeisterschaften der Sekundarstufe und qualifizierte sich für die in jenem Jahr in Uruguay ausgetragenen Juegos Sudamericanos Escolares 2008 (Schüler-Südamerikaspiele). Ein Jahr später nahm sie ebenfalls an den Juegos Sudamericanos Escolares 2009 in Ecuador teil. Im Rahmen der Argentinischen Meisterschaften 2012 qualifizierte sie sich knapp für die U18-Südamerikameisterschaften in Mendoza. Bei dem einige Monate später stattfindenden Kontinentalwettbewerb gewann sie in 2:13,64 min die Silbermedaille im 800-Meter-Lauf.
Bei den 28. Südamerikameisterschaften im Querfeldeinlauf belegte sie am 24. Februar 2013 auf der 6-km-Strecke der Juniorinnen mit einer Zeit von 26:30,0 Minuten den 11. Platz und platzierte sich mit der uruguayischen Mannschaft an dritter Stelle. Die Uruguayischen Meisterschaften im September 2013 schloss sie als Titelträgerin über die 800-Meter-Distanz mit einer gelaufenen Zeit von 2:14,07 Minuten ab. Bei den Panamerikanischen Juniorenmeisterschaften in Medellín wurde sie über 800 und 1500 Meter je Fünfte. Im Oktober 2013 holte sie sodann auf der 800-Meter-Strecke in 2:14,61 min Silber bei den Juniorensüdamerikameisterschaften in Chaco.
Im Jahr 2014 weist sie auf dieser Strecke eine Saisonbestleistung von 2:10,37 Minuten auf. Sie gehörte dem uruguayischen Aufgebot bei den Südamerikaspielen in Santiago de Chile an. Dort erreichte sie das Finale und verfehlte mit einer Zeit von 2:08,62 Minuten als Vierte knapp die Bronzemedaille. Damit qualifizierte sie sich auch für die Juniorenweltmeisterschaften in Eugene, bei denen sie aber mit 2:10,97 min im Vorlauf ausschied. Anschließend gewann sie bei den U23-Südamerikameisterschaften in Montevideo in 2:09,89 min die Bronzemedaille über 800 Meter sowie auch mit der uruguayischen 4-mal-400-Meter-Staffel. Zudem wurde sie im 1500-Meter-Lauf in 4:35,85 min Fünfte. Ihren im September 2014 mit einer erreichten Zeit von 4:26,61 Minuten aufgestellten Uruguayischen Rekord über die 1500-Meter-Distanz verbesserte sie im Februar 2015 im ersten Wettbewerb des Jahres auf 4:24,00 Minuten. Gleichzeitig qualifizierte sie sich für die Panamerikanischen Spiele in Toronto, bei denen sie in 4:27,17 min den elften Platz belegte. Bei den Südamerikameisterschaften in Lima gewann sie in 4:19,37 min die Bronzemedaille über 1500 Meter hinter der Kolumbianerin Muriel Coneo und Flávia de Lima aus Brasilien.
2016 sicherte sie sich bei den Ibero-amerikanischen Meisterschaften in Rio de Janeiro in 4:12,61 min ebenfalls die Bronzemedaille und siegte anschließend bei den U23-Südamerikameisterschaften in Lima in 2:08,83 min bzw. 4:24,51 min über 800 und 1500 Meter. Im Jahr darauf wurde sie bei den Südamerikameisterschaften in Luque in 4:23,50 min Vierte. 2018 gewann sie bei den Südamerikaspielen in Cochabamba in 4:30,56 min die Silbermedaille über 1500 Meter hinter Coneo und gewann über 800 Meter in 2:17,16 min die Bronzemedaille hinter ihrer Landsfrau Déborah Rodríguez und der Kolumbianerin Rosangélica Escobar. Anschließend siegte sie im 3000-Meter-Lauf in 9:16,16 min bei den Ibero-amerikanischen Meisterschaften in Trujillo und gewann über 1500 Meter in 4:18,65 min die Silbermedaille. 2019 siegte sie bei den Südamerikameisterschaften in Lima in 4:27,44 min über 1500 Meter und wurde daraufhin bei der Sommer-Universiade in Neapel in 4:12,62 min Vierte. Zuvor belegte sie bei den Crosslauf-Weltmeisterschaften in Aarhus nach 44:21 min den 100. Platz. Im August nahm sie im 1500-Meter-Lauf an den Panamerikanischen Spielen in Lima teil und belegte in 4:10,93 min den fünften Platz. Sie qualifizierte sich damit auch für die Weltmeisterschaften in Doha, bei denen sie mit 4:09,45 min im Vorlauf aus. Anschließend wurde sie bei den Militärweltspielen in Wuhan mit 4:27,78 min Vierte.
2020 siegte sie bei den erstmals ausgetragenen Hallensüdamerikameisterschaften in Cochabamba mit neuem Landesrekord von 4:31,03 min über 1500 Meter und konnte ihren Lauf über 3000 Meter nicht beenden. Im Jahr darauf gewann sie dann bei den Südamerikameisterschaften in Guayaquil in 4:15,27 min die Silbermedaille über 1500 Meter hinter der Venezolanerin Joselyn Brea. Anschließend kam sie bei den Olympischen Spielen in Tokio mit 4:5956 min nicht über die Vorrunde über 1500 Meter hinaus. Während der Schlussfeier war sie die Fahnenträgerin ihrer Nation. 2022 belegte sie bei den Ibero-Amerikanischen Meisterschaften in La Nucia in 4:17,84 min den fünften Platz und anschließend wurde sie bei den Südamerikaspielen in Asunción in 4:30,08 min Achte. Bei den Crosslauf-Weltmeisterschaften 2023 in Bathurst gelangte sie nach 43:53 min auf Rang 73. Im Juli gewann sie bei den Südamerikameisterschaften in São Paulo in 4:16,78 min die Bronzemedaille hinter der Argentinierin Fedra Luna und July da Silva aus Brasilien. Im Oktober wurde sie bei den Straßenlauf-Weltmeisterschaften in Riga nach 4:45:81 min 19. über die Meile und im November gelangte sie bei den Panamerikanischen Spielen in Santiago de Chile mit 4:15,20 min auf den sechsten Platz über 1500 Meter. Im Jahr darauf gewann sie bei den Hallensüdamerikameisterschaften in Cochabamba mit neuem Landesrekord von 4:27,48 min die Silbermedaille hinter der Peruanerin Anita Poma. Zudem siegte sie mit neuem Meisterschaftsrekord von 2:08,20 min über 800 Meter und sicherte sich mit der 4-mal-400-Meter-Staffel in 4:09,39 min gemeinsam mit Martina Coronato, Millie Díaz und Sofía Ingold die Silbermedaille hinter dem bolivianischen Team. Anschließend schied sie bei den Hallenweltmeisterschaften in Glasgow mit 4:17,77 min im Vorlauf über 1500 Meter aus und steigerte damit ihre Hallenbestmarke um knappe zehn Sekunden. Im Mai siegte sie in 4:11,65 min bei den Ibero-Amerikanischen Meisterschaften in Cuiabá und im August schied sie bei den Olympischen Sommerspielen in Paris mit 4:16,46 min in der Hoffnungsrunde aus.
2025 schied sie bei den Hallenweltmeisterschaften in Nanjing mit 4:21,39 min in der Vorrunde über 1500 Meter aus. Ende April gewann sie bei den Südamerikameisterschaften in Mar del Plata in 4:28,27 min die Silbermedaille hinter der Argentinierin Micaela Levaggi.
In den Jahren 2011 und 2012 sowie 2014 wurde Fernández uruguayische Meisterin im 800-Meter-Lauf sowie 2014 und 2015 wie auch 2019 über 1500 Meter und 2021 und 2025 siegte sie ausschließlich im 1500-Meter-Lauf. Zudem wurde sie 2025 Landesmeisterin in der 4-mal-400-Meter-Staffel.

## Persönliche Bestleistungen
- 800 Meter: 2:05,20 min, 31. März 2024 in Santiago de Chile
  - 800 Meter (Halle): 2:08,20 min, 28. Januar 2024 in Cochabamba (uruguayischer Rekord)
- 1500 Meter: 4:07,90 min, 22. Mai 2024 in Nerja (uruguayischer Rekord)
  - 1500 Meter (Halle): 4:17,77 min, 1. März 2024 in Glasgow (uruguayischer Rekord)
- 2000 Meter: 5:50,21 min, 12. Juli 2024 in Monaco (Südamerikarekord)
- 3000 Meter: 9:12,80 min, 4. August 2018 in Kessel-Lo (uruguayischer Rekord)
- 3000 m Hindernis: 10:37,12 min, 23. März 2019 in Montevideo (uruguayischer Rekord)